# Dompierre (Orne)
Dompierre – miejscowość i gmina we Francji, w regionie Normandia, w departamencie Orne.
Według danych na rok 1990 gminę zamieszkiwały 374 osoby, a gęstość zaludnienia wynosiła 44 osoby/km² (wśród 1815 gmin Dolnej Normandii Dompierre plasuje się na 530. miejscu pod względem liczby ludności, natomiast pod względem powierzchni na miejscu 611.).